# Handbuch für die Bemessung von Straßenverkehrsanlagen
Das Handbuch für die Bemessung von Straßenverkehrsanlagen (kurz HBS) ist ein in Deutschland gültiges technisches Regelwerk, welches standardisierte Verfahren zur Kapazitätsermittlung und Bewertung der Qualität des Verkehrsablaufes für unterschiedliche Straßenverkehrsanlagen beschreibt. Aktuell gültig ist die Ausgabe 2015.
Es dient den Straßenverkehrsbehörden und Vorhabenträgern von Straßenbaumaßnahmen als Grundlage für eine zielgerechte Auslegung der Straßen- und Verkehrsplanung, die unter einem wirtschaftlichen Einsatz von Baumaterial und Finanzierungsmitteln bei möglichst geringer Umweltbelastung und Landschaftsverbrauch leistungsfähige, dem Bedarf und der vorherzusehenden Entwicklung angepasste und wenig unfallträchtige Verkehrswege planen müssen. Zu diesem Zweck sind im Handbuch die zur Erreichung der Ziele notwendigen bisher vorliegenden Erfahrungswerte, Statistiken und Untersuchungen zusammengeführt worden. Es dient der Standardisierung, Vereinheitlichung und Überprüfbarkeit der verkehrstechnischen Planung und Berechnung von Straßenverkehrsanlagen.
Das Handbuch gliedert sich in drei Teile:
- Teil A: Autobahnen
- Teil L: Landstraßen
- Teil S: Stadtstraßen

In allen Teilen wird jeweils eine Beschreibung der Bemessungsverfahren für Verkehrsnachfrage, Strecken, Knotenpunkte und Netzabschnitte gegeben, im Stadtstraßenbereich ergänzt um Anlagen des ÖPNV, des Radverkehrs, des Fußgängerverkehrs und des ruhenden Verkehrs (Parkplätze etc.).
Die Leistungsfähigkeit wird anhand von sechs Qualitätsstufen der Verkehrsqualität A bis F beurteilt, wobei A für „Keine Verkehrsbeeinträchtigung“ und F für „Überlastung des Verkehrsweges“ steht. Diese Beurteilung wurde aus dem Konzept des in den USA gebräuchlichen Highway Capacity Manual (kurz HCM) übernommen.